# Big Bay
Big Bay is een plaats (census-designated place) in de Amerikaanse staat Michigan, en valt bestuurlijk gezien onder Marquette County.

## Demografie
Bij de volkstelling in 2000 werd het aantal inwoners vastgesteld op 265.

## Geografie
Volgens het United States Census Bureau beslaat de plaats een oppervlakte van
15,4 km², waarvan 9,9 km² land en 5,5 km² water. Big Bay ligt op ongeveer 205 m boven zeeniveau.

## Plaatsen in de nabije omgeving
De onderstaande figuur toont nabijgelegen plaatsen in een straal van 40 km rond Big Bay.